# 科阿拉兹
科阿拉兹（法語：Coarraze，法語發音：[kɔaʁaz]）是法国大西洋比利牛斯省的一个市镇，位于该省东部，属于波城区。

## 地理
科阿拉兹（43°10'12"N, 0°13'48"W）面积14.84 平方千米，位于法国新阿基坦大区大西洋比利牛斯省，该省份为法国东南部省份，涵盖了贝阿恩与北巴斯克，西临大西洋比斯開灣，北至朗德省，东北接热尔省，东临上比利牛斯省，南与西班牙接壤。
与科阿拉兹接壤的市镇（或旧市镇、城区）包括：贝内雅克、伊贡、米尔佩克斯、蒙托、奈镇、圣樊尚。

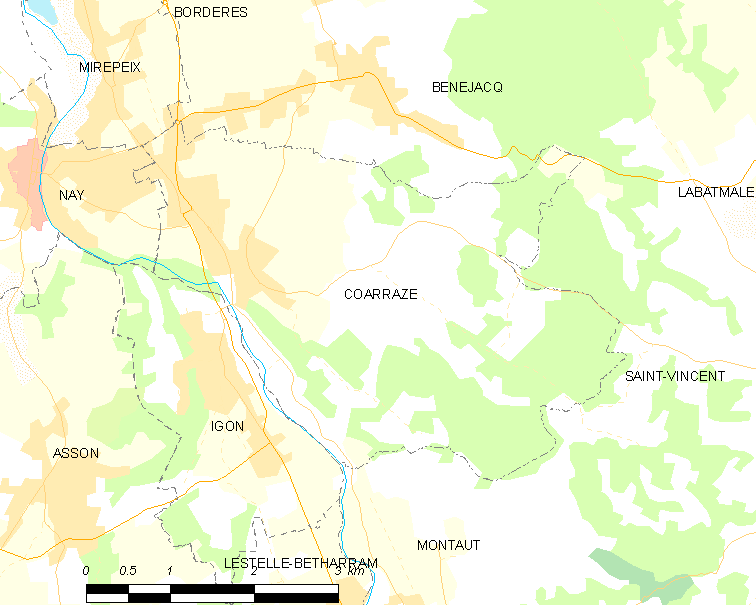
科阿拉兹的OSM定位图

科阿拉兹的时区为UTC+01:00、UTC+02:00（夏令时）。

## 行政
科阿拉兹的邮政编码为64800，INSEE市镇编码为64191。

## 政治
科阿拉兹所属的省级选区为乌斯河与拉关河河谷县。

## 人口

1962-2008年间科阿拉兹人口变化图示

科阿拉兹于2022年1月1日时的人口数量为2170人。